# Hajtós Bertalan
Hajtós Bertalan (Miskolc, 1965. szeptember 28. –) olimpiai- és világbajnoki ezüstérmes, Európa-bajnok cselgáncsozó, edző.

## Pályafutása
Hajtós Bertalan az 1992-es barcelonai olimpián ezüstérmet szerzett férfi könnyűsúlyú cselgáncsban. Ugyanezen kategóriában lett Európa-bajnok 1986-ban Belgrádban, majd a 81 kg-osok között Oviedóban.